# Cervonîi Iar, Sofiivka
Cervonîi Iar (în ucraineană Червоний Яр) este un sat în comuna Marie-Dmîtrivka din raionul Sofiivka, regiunea Dnipropetrovsk, Ucraina.

## Demografie
Componența lingvistică a localității Cervonîi Iar
     Ucraineană (95,45%)
     Rusă (4,55%)
Conform recensământului din 2001, majoritatea populației localității Cervonîi Iar era vorbitoare de ucraineană (95,45%), existând în minoritate și vorbitori de rusă (4,55%).